# (9533) Aleksejleonov
(9533) Aleksejleonov (1981 SA7) – planetoida z pasa głównego asteroid okrążająca Słońce w ciągu 4,24 lat w średniej odległości 2,62 j.a. Odkryta 28 września 1981 roku.